# تلفزيون البحرين
تلفزيون البحرين، هي قناة حكومية تابعة لمملكة البحرين، تبث من مقر هيئة الإذاعة والتلفزيون الواقع بمدينة عيسى.

## معلومات عن الشعار
الشعار يستمد ألوانه من علم المملكة الأحمر والأبيض وهو يعتمد على الكاليغرافي العربي في كتابة اسم البحرين التي تتعالق بالحروف ذات ألوان ذهبية للدلالة على اللون الملكي «الرويال غولدن».
وقد روعي في انسيابه الخطوط اللولوبية والخطوط المتصاعدة أن تضفى دلالة أبراج القلاع الحصينة التي تعكس العز والمنعة. كما احتل مركز الشكل معين هندسي يمثل دلالة العين التي ترصد وتتابع الأخبار والأحداث.
ويستوى الشكل على قاعدة من خطين تحمل اسم تلفزيون البحرين بالعربية والإنجليزية.

## الاتفاق البحريني الإسرائيلي
شارك التلفزيون في بث مباشر مشترك مع تلفزيون دبي والقناة الإسرائيلية الثانية عشر بمناسبة توقيع اتفاقي التطبيع بين دولهم في 15 سبتمبر 2020.